# Marcela Campagnoli
María Marcela Campagnoli (Buenos Aires, 11 de noviembre de 1957) es una abogada y política argentina de la Coalición Cívica ARI, que se desempeña como diputada nacional por la provincia de Buenos Aires desde 2017.

## Biografía
Nacida en Buenos Aires en 1957, estudió profesorado de historia en el Consejo Superior de Educación Católica, donde se graduó en 1986, y luego abogacía en la Facultad de Derecho de la Universidad de Buenos Aires, recibiéndose en 1996.
Entre 1987 y 1991 fue auxiliar de justicia. También trabajó como abogada en la Defensoría del Pueblo de Pilar (Buenos Aires), en el Registro Nacional de Armas y en la Dirección General de Asuntos Jurídicos del Ministerio de Economía de la Nación. Además, ejerció la abogacía en el sector privado.
Fue elegida concejala del partido de Pilar en 2007, desempeñando el cargo hasta 2011. Entre 2015 y 2017, fue secretaria de Educación del municipio de Pilar, designada por el intendente Nicolás Ducoté.
En las elecciones legislativas de 2017, fue elegida diputada nacional por la provincia de Buenos Aires, como la cuarta candidata en la lista de Cambiemos. Desde 2019 integra el interbloque de Juntos por el Cambio. En la Cámara de Diputados, ha integrado diversas comisiones como la de Legislación Penal (en la que se desempeñó como vicepresidenta primera y actualmente figura como vocal); también se desempeña como vicepresidenta segunda en la comisión de Vivienda y Ordenamiento Urbano.
Se opuso a la legalización del aborto en Argentina, votando en contra de los dos proyectos de ley de interrupción voluntaria del embarazo que fueron debatidos por el Congreso en 2018 y 2020. Su propuesta de 2018 para que las mujeres no interrumpan su embarazo hasta la semana 20 o 21, luego «le podamos sacar ese niño de su vientre» para que la ciencia le «dé vida en una incubadora» y, posteriormente, entregarlo en adopción prenatal, fue duramente criticada por titulados en medicina y expertos por considerarlo inviable y antiético.
En abril de 2021, dio positivo de COVID-19.
Antes de las elecciones primarias de 2021, fue confirmada como precandidata a diputada nacional en la lista de "Es Juntos" en la provincia de Buenos Aires.
En el ámbito partidario, integra la mesa nacional de la Coalición Cívica ARI y es vicepresidenta segunda del partido en la provincia de Buenos Aires.